# 天地を喰らうII 諸葛孔明伝
『天地を喰らうII 諸葛孔明伝』（てんちをくらうツー しょかつこうめいでん）は、1991年4月5日にカプコンから発売されたファミリーコンピュータ用ロールプレイングゲーム。1989年発売のファミリーコンピュータ用ソフト『天地を喰らう』の続編。カプコンが1992年に稼働開始したアーケードゲーム『天地を喰らうII 赤壁の戦い』とは別作品。
後に携帯電話ゲームとして『天地を喰らうRPG II 諸葛孔明伝』のタイトルで配信された（#移植版）。

## システム
劉備や諸葛亮を中心に、彼らが入蜀を果たすまでは大方史実通りに進み、その後天下を統一するオリジナル展開になる流れは前作『天地を喰らう』（1989年）と同じである。しかし今作は、董承の曹操暗殺計画に劉備が加担した時点から始まるため黄巾賊、董卓等との対決は描かれない。
ゲームシステムは前作を踏襲しているが、兵士数を維持するための「兵糧」や敵武将の登用などの要素は廃止され、戦闘中に能力値が補正される「陣形」の追加や移動中での回復策略使用・加入する全武将の育成が可能になるなどの変更がなされている。
プレーヤーは最大で7人までの隊列を組むことになる。戦闘に参加するのは前列の5人、移動時に表示されるのは前列の3人までである。なお、軍師に任命した武将は強制的に最後列扱いになり、隊列が6人以上の場合は戦闘に参加できなくなる。SP（策略ポイント、MPに相当）や使用可能な策略は軍師の能力に左右されることになる。ちなみに軍師は知力160以上という条件を満たせばなれるが、途中知力を上げるアイテムを装備しても策略は使えない。
武将は、前作は一部の敵武将を自軍に加えることが可能だったが廃止され、本作では特定の武将のみの加入となった。一方で、レベルアップ時の兵士数（HPに相当、攻撃力にも影響）の上昇が、対象が一部武将から配下武将全員へと変更、兵士数の上限値も9999までとなった。また、武将ごとに使用武器（剣・刀・斧・槍・弓のうち1つ）が設定され、それ以外の武器は装備ができない（武将の加入・変更時に直前に別れた武将の装備をそのまま継承することがあるため、使用武器が異なる場合は装備はしているが武器攻撃力は0になる）。さらに「得意地形」が設定され、得意な地形での戦闘では攻撃力増加の効果が得られるようになった。

## 陣形
本作では新たに「陣形」が導入され、戦闘中に様々な補正効果が得られるようになった。陣形を組む条件は、軍師を任命し隊列に戦闘不能状態でない5人以上の武将がいること。この条件を満たさない場合や陣形を組んでいない場合は「散開」状態になる。4人の場合は「八卦の陣」を除き陣形を維持できるが、新たな陣形を組むことは出来ない（劉備軍のみ散開は可能）。なお、「背水の陣」「静寂の陣」「八卦の陣」に関しては戦闘中のみ布陣可能で、戦闘終了後に散開状態に戻る。また、戦闘中に陣形を組んでいる状態で、武将が2人（「八卦の陣」のみ1人）倒された場合、強制的に散開状態になる。
散開
基本状態。攻撃力・守備力・素早さとも変化はない。
鶴翼の陣
全武将の攻撃力が上昇し、守備力が低下する。3人目の武将は他の武将よりも変化率が大きい。なお、実際の鶴翼陣は中央が後方に下がる形であり、逆である。
衝方の陣
全武将の攻撃力・守備力が上昇する。1･3･5人目は攻撃力が、2･4人目は守備力が特に大きくなる。一方、素早さは大幅に低下する。なお、相手が「白馬の陣」を敷いているときは連続で攻撃を受ける。
白馬の陣
全武将の素早さが上昇する。デメリットは無い。また、相手が「衝方の陣」を敷いているときは連続攻撃が可能。
魚鱗の陣
2･3･4人目の攻撃力・守備力が上昇する。1･5人目はさらに守備力が上昇するが、攻撃力が大幅に低下してしまう。また、味方の策略成功率、回避率が上昇する。
鋒矢の陣
3人目は攻撃力が大幅に上昇し、守備力がやや低下する。2･4人目は攻撃力がやや低下し、守備力がやや上昇する。1･5人目は守備力の上昇率が最高の代わりに、攻撃力がほぼ0になる。また全員の素早さがやや低下する。
一文字の陣
「鶴翼の陣」よりも攻撃力の上昇率、守備力の低下率が大きく、素早さが上昇する。
背水の陣
攻撃力の上昇率、守備力の低下率とも最大である。水辺でしか布陣することができない。
静寂の陣
守備力が大幅に上昇し、回避率も上がるが、自軍への回復・支援系の策略はすべて失敗する。また、数ターン経つと強制的に散開状態になる。
八卦の陣
陣形を敷く際に「生門」の武将を指定する。「生門」以外を攻撃した場合、攻撃は無効または反射される。孔明を軍師に任命しないと使用できない陣形のうえ、使用時には大量のSPを消耗し、1人でも武将が倒されると散開状態になるなどの欠点を持つ。

## 前作からの変更点
- 戦闘中に使用する火計、水計、落石計、回復計は使用範囲を単体と全体に選べるようになった。全体がけは対象者が多いほど効果値が薄れるが、策略を発生させる前に対象者が消滅すると、人数に応じた効果値に変動する。
- 「陣形」「特殊」カテゴリーがあり、選ぶと軍師が覚えている陣形や戦闘補助の策略が表示されるようになった。
- 武将の素早さも武力、知力と共にパラメータとして表示されるようになった。
- 地形の要素が強化され、攻撃策略の使用条件制限や、武将ごとに「得意地形」が設定された。
- 敵武将にSPの概念が追加された（前作は敵武将のSPは無限だったため、兵士数を完全回復する策略を延々と使われ戦闘が終了しない事態が起こった）。
- 装備した武器防具はアイテム欄とは別枠の装備ウインドウが設けられた。また、赤心丹などの消耗アイテムは、アイテム1個分の欄で最大9個一括所持に変更され、前作に比べて多くアイテムを所持できるようになった。
- SP（策略ポイント）を回復させる「ちふくたん（知復丹）」や、フィールド移動中に使うと宿屋と同じ効果が得られる「やえいのどうぐ（野営の道具）」が追加され、難易度緩和に一役買っている。ただし、前作にあった特定の都市へ瞬間移動する「しんこうのおふだ」は廃止された。
- 本作ではアイテム「赤兎馬」を装備することでのみ速度が上がるようになった。
- 敵武将を倒すとごくまれに非売品の武器･防具が入手できるようになった。

## 登場人物
主要人物の簡単な紹介と、ゲーム内での特徴。

### 劉備軍
劉備（リュウビ）　武力130 知力200
本作の主人公。漢の中山靖王劉勝の末裔。能力的に優れたものはないが兵士数が多い。シナリオの途中でパーティーから外れ、後方から指揮する事になる。
関羽（カンウ）　武力245 知力180
劉備の次義弟。重さ八十二斤の青龍偃月刀を振るう文武両道の猛将。少なめな兵士数を補って余りある武力を誇る。劉備同様シナリオ途中でパーティーから外れる。第三章では彼の一人旅となる。
張飛（チョウヒ）　武力255 知力60
劉備の末義弟。百万の大軍を単騎で退けたと言われる万夫不当の豪傑。武力255は作中最高値。一方で知力が低く、策略に掛かり易いのが弱点。蜀平定戦前半では龐統同様固定メンバーとなる。劉備同様シナリオ途中でパーティーから外れる。
諸葛亮（ショカツリョウ）　武力80 知力255
本作のもう一人の主人公。「臥龍」と称された三国時代最高の天才軍師。知力は最高値の255を誇り、彼を軍師にした時のみ使用可能な策略や陣形も存在する。作中では主に字の孔明（コウメイ）で呼ばれる。
趙雲（チョウウン）　武力240 知力200
虎威将軍と称される勇将。張飛の元を訪ねていた際に劉備軍に加わる。関羽に並ぶ文武両道の能力値に加え素早さも高いオールラウンダー。その分兵士数は最も少ない。序盤から終盤まで第一線で活躍する。
黄忠（コウチュウ）　武力220 知力175
長沙の太守韓玄に仕えていた老将。劉備軍と戦うが彼の旧主が求めていた「養由の弓」を渡すと配下に加わる。武力が五虎将軍中最も低いが、2回攻撃が可能な弓が専用武器なため手数の多さでカバーできる。
魏延（ギエン）　武力240 知力90
黄忠同様に長沙の太守韓玄に仕えていた武将。五虎将に比肩する武力の持ち主で、数少ない斧の使い手。
馬良（バリョウ）　武力45 知力235
「白眉」と称された賢者。荊州平定後、弟の馬謖と共に加入する。劉備軍に加わる武将の中では知力が高い水準にある。暗殺の計など、珍しい策略も使うことができる。
龐統（ホウトウ）　武力150 知力245
孔明と並び「鳳雛」と称される天才軍師。赤壁の戦いで劉備・孫権連合軍に協力し、荊州平定後、配下に加わる。入蜀戦前半では張飛共々固定メンバーとなるが、落鳳坡で奇襲に遭い流れ矢を受けて命を落とす。
馬超（バチョウ）　武力240 知力140
涼州の馬騰の息子で「錦馬超」の二つ名で知られる猛将。張魯の配下として霞萌関を守っていたが、父が劉備らと共に記した曹操暗殺計画の「血判状」を見せることで離反し、劉備軍の力量を測るために矛を交えた後、馬岱共々劉備軍に加わる。
馬岱（バタイ）　武力230 知力170
馬超の従弟。馬超加入時に併せて配下となる。文武に高い能力を持つ。
関興（カンコウ）　武力235 知力175
関羽の次男。成都の守備に就いた父に代わって配下に加わる。張苞とは義兄弟の間柄。なお他の関一族の使用武器は刀であるが、関興のみ剣である。父に続きシナリオ途中でパーティーから離れる。
張苞（チョウホウ）　武力240 知力90
張飛の長男で、父親に劣らぬ豪傑。新野の守りについた父に代わって配下に加わる。関興とは義兄弟の間柄。自軍に加えるかは任意だが、一度加えると固定メンバーとなりパーティーから外せなくなる。
姜維（キョウイ）　武力210 知力240
最初は魏の武将として登場するが、母を助けられ劉備軍に加わる。文武に高い能力を有し、更にに素早さ、兵士数にも優れている。特に素早さは245と全武将中最も高い。
関索（カンサク）　武力250 知力160
関羽の三男。漢中の守備に就いた兄に代わって配下に加わる。張飛に次ぐ高い武力の持ち主。
関平（カンペイ）　武力160 知力110
関羽の養子。平凡な能力ながら兵士数が多いのが特徴。また関定の家でのイベントで関羽の養子にすることも可能で、その場合武力・知力が10上昇する。
周倉（シュウソウ）　武力165 知力80
関羽を慕って家来になった元山賊。関平同様、中盤まで活躍する。
陳登（チントウ）　武力50 知力160
徐州で配下に加わる文官。序盤に加わる人材としては知力が高めで軍師候補。中盤で新野城の内政のため配下から外れるが、新野城が立派な城になると再び配下に加わる。
伊籍（イセキ）　武力40 知力185
元劉表配下の文官。荊州平定の際に劉備軍に加入する。馬良・馬謖兄弟とは旧知の間柄。知力が高い。
馬謖（バショク）　武力170 知力210
馬良の弟。兄共々配下に加わる。知力は兄には及ばないがなかなか高く、武力もそこそこある万能型。
廖化（リョウカ）　武力170 知力100
襄陽西を根城にしていた山賊の頭。退治されて配下に加わる。
孟達（モウタツ）　武力180 知力155
蜀の地図を張松の命で守っている将。素早さが185と趙雲よりも高い。
法正（ホウセイ）　武力110 知力205
蜀の知将。蜀平定戦で加入する人材の中では最大の知力の持ち主。
呉蘭（ゴラン）　武力195 知力105
蜀の猛将。蜀平定戦の途中で劉備軍に加わる。
厳顔（ゲンガン）　武力200 知力160
蜀の老将。蜀平定戦の途中で劉備軍に加わる。
雷同（ライドウ）　武力205 知力95
蜀の猛将。蜀平定戦の途中で加入。元劉璋配下の武将では最も武力が高いが素早さが低い。
蔣琬（ショウエン）　武力140 知力195
蔣家荘一の天才。高い知力を持つが素早さが非常に低い。またある城を攻める際には彼の助力が欠かせない。
呉懿（ゴイ）　武力175 知力140
蜀の武将。能力は平均的。

### 曹操軍
曹操（ソウソウ）
乱世の奸雄。劉備の宿敵となる。文武両道で欠点がない。
曹丕（ソウヒ）
曹操の息子。曹操の死後、後を継ぐ。
司馬懿（シバイ）
終盤で登場する曹操軍の軍師。孔明に次いで高い知力を誇る。
徐晃（ジョコウ）
曹操軍の猛将。終盤で登場する。ボス戦だけではなくフィールド遭遇でも登場する。
張遼（チョウリョウ）
曹操軍の猛将。関羽千里行の際、追撃した夏侯惇を諌めて関羽を助ける。その後、終盤に洛陽への道程で何度か戦うことになる。
許褚（キョチョ）
曹操軍の武衛中郎将。劉備軍壊滅を目論む野心家。
夏侯惇 （カコウトン）
眼帯の敵将。五関を破った関羽を追う。後には襄陽城を守ることになる。
朱霊＆露昭（シュレイ＆ロショウ）
袁術討伐の折に曹操が貸してくれる部下2人。能力は低いが序盤では貴重な戦力。

### その他の軍
袁術（エンジュツ）
帝を自称した人物。最初の大ボスとして登場。
顔良（ガンリョウ）
袁紹の部下でその武勇で名高い。袁紹の元に落ち延びた際、彼を貸してもらえ共に白馬・延津の砦を陥とすが、謎の武将に一撃で倒される。
文醜（ブンシュウ）
袁紹の部下で顔良の弟。兄の仇討ちとばかりに劉備に同行するが、謎の武将に一撃で倒される。
魯粛（ロシュク）
孫権の配下で、曹操軍に占領された新野城に捕われていた所を劉備軍に助けられる。赤壁の戦いが終るまでの間、劉備軍の配下になる。
大蛇（オロチ）
邪馬台国にある聖なる山で卑弥呼に会う際に出てくる。極端な武力と素早さの高さと知略の低さが特徴。
呂布（リョフ）
裏切り者の猛将。史実ではゲーム開始時点で死亡しているが、当作では荊州を彷徨い、桂陽城で趙範の罠にはめられた孔明を助け出すことになる。張飛同様、武力は最大の255を誇るが、知力が低い。
劉璋（リュウショウ）
蜀の太守。張魯を倒す援軍として劉備軍を招き入れるが後に裏切り、戦うこととなる。
張任（チョウジン）
劉璋の部下で智勇兼備の武将。龐統を奇襲で討ち取った。後に成都までの道程で何度か戦うこととなる。携帯版ではデフォルト顔にされている。

## 移植版
| No. | タイトル                      | 発売日        | 対応機種                         | 開発元   | 発売元   | メディア                           | 型式 | 備考 |
| --- | ----------------------------- | ------------- | -------------------------------- | -------- | -------- | ---------------------------------- | ---- | ---- |
| 1   | 天地を喰らうRPG II 諸葛孔明伝 | 2007年2月1日  | FOMA900iシリーズ以降 （iアプリ） | カプコン | カプコン | ダウンロード （カプコンパーティ）  | -    |      |
| 2   | 天地を喰らうRPG II 諸葛孔明伝 | 2008年10月2日 | EZアプリ                         | カプコン | カプコン | ダウンロード （とりきり★カプコン） | -    |      |

携帯電話向けゲーム『天地を喰らうRPGII 諸葛孔明伝』ではグラフィックの強化や「一騎打ち」を追加され、移動速度はオリジナル版の1.5倍位の速度となった一方で、一部のキャラクターのオリジナルグラフィックがカットされたり、難易度が下げられている。

## スタッフ
- ゲーム・デザイン：アーサー（藤原得郎）、おかもときはじ（岡本吉起）、たけなかBAMBOO（竹中善則）、R・Y・O
- キャラクター・デザイン：TAMAKIすけべい、おおしのERNIE、BANDY、DON CHAN、RYUGO、こばういん
- プログラム：L・H・R、CUTY うえやま（上山真一）、T・K、けろちゃん
- サウンド：BUN BUN（藤田靖明）
- 協力：本宮ひろ志、M&M、集英社

## 評価
ゲーム誌『ファミコン通信』の「クロスレビュー」では合計29点（満40点）、『ファミリーコンピュータMagazine』の読者投票による「ゲーム通信簿」での評価は以下の通り23.8点（満30点）となっている。
| 項目 | キャラクタ | 音楽 | お買得度 | 操作性 | 熱中度 | オリジナリティ | 総合 |
| 得点 | 4.1        | 4.0  | 3.6      | 4.1    | 4.3    | 3.9            | 23.8 |